# Lovoa tomentosa
Lovoa tomentosa là một loài thực vật có hoa trong họ Meliaceae. Loài này được A. Chev. mô tả khoa học đầu tiên.